# Jimmy Orr
Jimmy Orr (Seneca, 4 ottobre 1935 – 27 ottobre 2020) è stato un giocatore di football americano statunitense che ha militato nel ruolo di wide receiver nella National Football League (NFL).

## Carriera
Orr giocò per i Pittsburgh Steelers e i Baltimore Colts per 13 stagioni dal 1958 1970. Fu convocato per due Pro Bowl, come Steeler nel 1959 e come Colt nel 1965. Orr fu un giocatore popolare durante i suoi anni con Baltimore l'angolo della end zone nel Memorial Stadium dove riceveva molti passaggi fu spesso soprannominato "Orrsville".
Orr giocò a college football alla University of Georgia e fu premiato come rookie dell'anno nel 1958 in cui ricevette 33 passaggi per 910 yard e 7 touchdown, giocando anche come punter. Quelle 910 yard rimasero un record di franchigia fino al 2017 quando furono superate da JuJu Smith-Schuster. Tre touchdown e 205 yard di Orr giunsero nell'ultima partita contro i Chicago Cardinals e rimangono due record per un debuttante degli Steelers.
Orr si ritirò nel 1970 dopo avere totalizzato 400 ricezioni per 7.914 yard e 66 touchdown.
Orr è conosciuto anche per il suo ruolo nel Super Bowl III contro i New York Jets. Nell'ultima giocata del primo tempo, il quarterback dei Colts Earl Morrall consegnò il pallone a Tom Matte che, con un passaggio laterale, lo restituì a Morrall. Orr era completamente libero sulla linea delle 20 yard con una corsia libera per la end zone ma Morrall non lo vide. Video della giocata mostrano che, in una giornata altrimenti nuvolosa, il sole si affacciò improvvisamente accecando la visuale del quarterback. Morrall lanciò invece lanciò verso il fullback Jerry Hill ma il pallone fu intercettato dalla safety dei New York Jets Jim Hudson.

## Palmarès

### Franchigia
- Campionati NFL : 1

Baltimore Colts: 1968
- Super Bowl : 1

Baltimore Colts: V
- American Football Conference Championship: 1

Baltimore Colts: 1970

### Individuale
- Convocazioni al Pro Bowl: 2

1959, 1965
- First-team All-Pro: 1

1965
- Second-team All-Pro: 2

1958, 1959
- Rookie dell'anno - 1958